# Université de Picardie Jules Verne
Die Université de Picardie Jules Verne (UPJV) ist eine französische Universität mit Sitz in Amiens und Standorten in weiteren Städten der Region Hauts-de-France. Die Universität wurde 1969 gegründet und hat 30.000 Studierende an zwölf Fakultäten. Aktueller Präsident der UPJV ist Mohammed Benlahsen (Stand 2017).